# Work 4.0

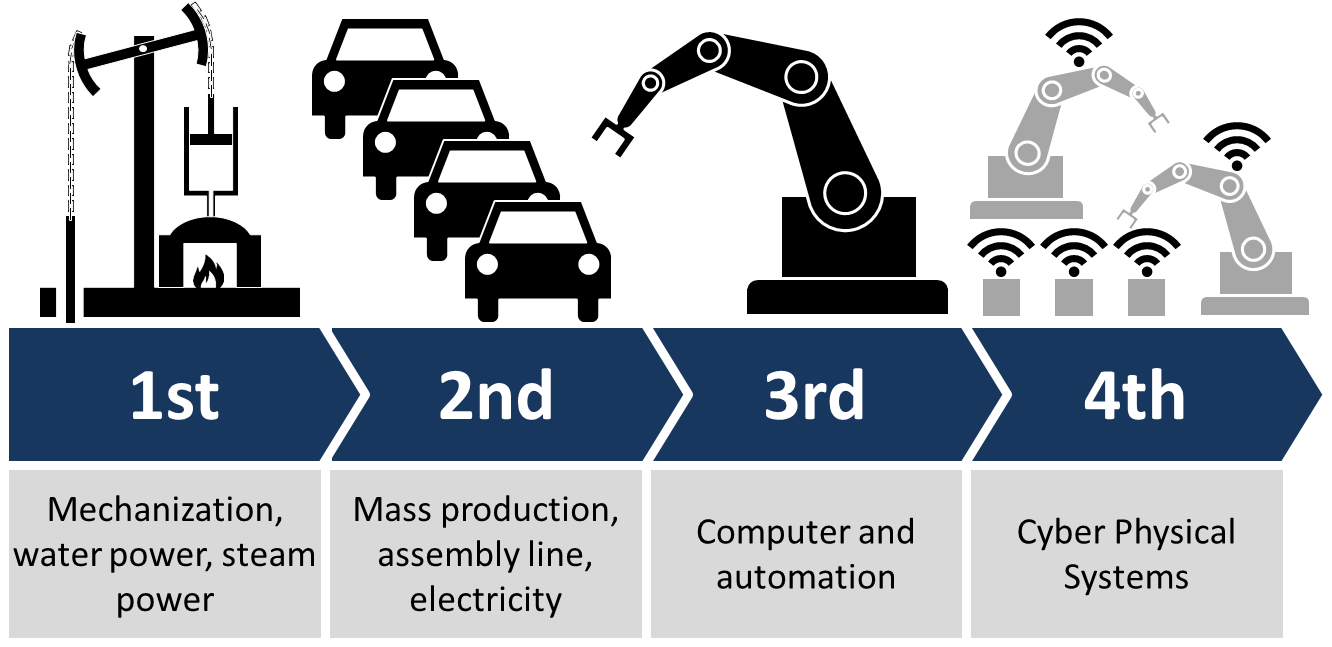
Схема перших чотирьох послідовних промислових революцій: (1) механізація, гідроенергія; (2) електрика, конвеєр, потокове виробництво; (3) ІТ та автоматизація; (4) кіберфізична система.

Робота 4.0 (англ. Work 4.0) — концепція, в якій обговорюється майбутнє роботи в Європейському союзі і особливо в Німеччині. В концепції описується, як світ праці може змінитися до 2030 року і далі у відповідь на події, пов'язані з Промисловістю 4.0, в тому числі з оцифруванням. Вперше ця концепція була введена в листопаді 2015 року Федеральним міністерством праці і соціальних справ Німеччини (BMAS), коли вона випустила доповідь під назвою «Re-Imagining Work: Green Paper Work 4.0». З тих пір це завдання також взяли на себе деякі профспілки, такі як DGB  і різні асоціації роботодавців і промисловості, такі як VDMA  і Конфедерація асоціацій роботодавців Німеччини.  На глобальному рівні аналогічні теми розглядав Всесвітній банк в 2019 році в Доповіді про світовий розвиток  і МОП.

## Концептуальна основа
Концептуально, робота 4.0 відображає поточну четверту фазу трудових відносин, якій передували зародження індустріального суспільства і перших робочих організацій в кінці 18-го століття (Робота 1.0), початок масового виробництва і держави загального добробуту в кінці 19-го століття (Робота 2.0), а також такі явища, як глобалізація, цифровізація і трансформація соціальної ринкової економіки з 1970-х років (Робота 3.0). На відміну від цього, робота 4.0 характеризується високим ступенем інтеграції та співпраці, використанням цифрових технологій (наприклад, інтернет) і зростанням гнучкості в організації роботи. До його драйверів відносяться оцифровування, глобалізація, демографічні зміни (старіння, міграція) і культурні зміни.
Концепція має на увазі наступні події:
- (1) трансформація секторів економіки та видів діяльності і її вплив на зайнятість,
- (2) створення нових ринків і нових форм роботи через цифрові платформи,
- (3) проблеми, пов'язані з великими даними (наприклад, захист даних),
- (4) взаємозв'язок між використанням людської і машинної праці (знецінення досвіду, індивідуальна підтримка),
- (5) можливість гнучких умов роботи щодо часу та місця розташування
- (6) глибокі зміни в структурах організацій.[12]

У відповідь на ці виклики BMAS розробило «бачення якісних робочих місць в епоху цифрових технологій», засноване на таких політиках, як перехід від безробіття до страхування за наймом, сприяння гнучким графікам робочого часу, поліпшення умов праці в сфері послуг, нові ергономічні підходи до гігієни праці і техніки безпеки, високі стандарти щодо співробітників, захист даних, спільне визначення та участь соціальних партнерів у трудових відносинах, поліпшення соціального захисту для самозайнятих осіб та початок європейського діалогу про майбутнє держави загального добробуту. 

## Аналіз відСвітового банку
Доповідь про світовий розвиток 2019 року підтверджує, що новий соціальний контракт необхідний для вирішення більш тривалих перехідних періодів роботи. Автори Симеон Дянков і Федеріка Саліола документують приклади країн і компаній, які створили нові способи надання соціального страхування.